# Sutikva (gradina)
Sutikva, prapovijesna gradina podno kuka Sutikve.
Podigli su ju Iliri u prapovijesti u podnožju Sutikve. Bila je najvažnije prapovijesno naselje u solinskom bazenu.:7. Središte naselja je bilo na zapadnom i jugozapadnom podnožju stjenovite uzvisine. Vjerojatno je autohtono naselje koja je izvorno nosile ime Salone.:11. Za Ilirsku Salonu uzima se da je 2 km sjever-sjeverozapadno na području Rupotine na obroncima Kozjaka:10.). Gradina Sutikva je ostvarivala vizualnu komunikaciju s gradinom Ilirskom Salonom, lociranoj na Stipetuši u Donjoj Rupotini, na istočnim kozjačkim liticama uz Ilijin potok, oko jedan i pol kilometar sjeveroistočno od Bilankuše. Uz Ilirsku Salonu, činila je mrežu gradina s vranjičkom gradinom, zatim gradinom u Uvodićima na zapadnim padinama Mosora koja je bila utvrđena velikim blokovima, gradinom na Klisu i gradinom na Markezinoj gredi. Do grčkih i rimskih vremena, područje je bilo čvrsto pod upravom Delmata. Razlozi zašto se gradina na Sutikvi uzima za izvorno naselje Salone nalazi se u strateški povoljnom zemljopisnom položaju, jer nijedan drugi lokalitete na području Solina nema takav položaj. Tu je još strateško značenje i dug povijesni kontinuitet od brončanoga do rimskoga doba. Nadživjela je svoju luku vranjičku gradinu s kojom je supostojala, a koja je nestala do mlađega željeznog doba.:11. Gradina Sutikva komunicirala je srednjojadranskim pomorskim putem, od Kaštelanskoga zaljeva preko Visa. Niz željeznodobnih s pristaništima u tom nizu su Sutikva, odnosno ušće Jadra, ili Sv. Nofar (Veli Bijać) u Kaštelima, Splitska vrata koja je kontrolirala gradina Rat iznad Bobovišća, gradina Hvar na mjestu današnjeg grada Hvara, Gradac na Visu i možda jedna do sad neutvrđena željeznodobna gradina na položaju današnje luke Sv. Jurja ili viške uvale.:9. Vjerojatno je vranjička gradina bila pristanište gradini Sutikvi.:11.
Izgubljena je za arheološka istraživanja zbog izgradnje prometne infrastrukture.:7. U prapovijesti ovdje su bile kolibe.:9. Početkom 20. stoljeća zbog potreba gradnje uskotračne željezničke pruge ka Sinju, gradina i nalazi dosta su oštećeni te poslije u 1980-ih pri gradnji ceste koja vodi ka Mravincima. Preostale nalaze uništila je izgradnja solinskog Novog groblja podno Sutikve:11. 1982. godine. Ostali su tek površinski ulomci lokalne i grčke keramike.:11.